# Hesse (Mosela)
Hesse é uma comuna francesa na região administrativa de Grande Leste, no departamento de Mosela. Estende-se por uma área de 12,85 km². Em 2010 a comuna tinha 587 habitantes (densidade: 45,7 hab./km²).